# 鸿安围站
鸿安围站是深圳地铁8号线的车站，位于中國廣東省深圳市盐田区盐田街道北山道至洪安路路口处，是深圳地铁8号线二期的首个车站，于2023年12月27日开通启用。该车站为地下两层单柱双跨，局部两柱三跨的箱型框架结构。

## 車站結構

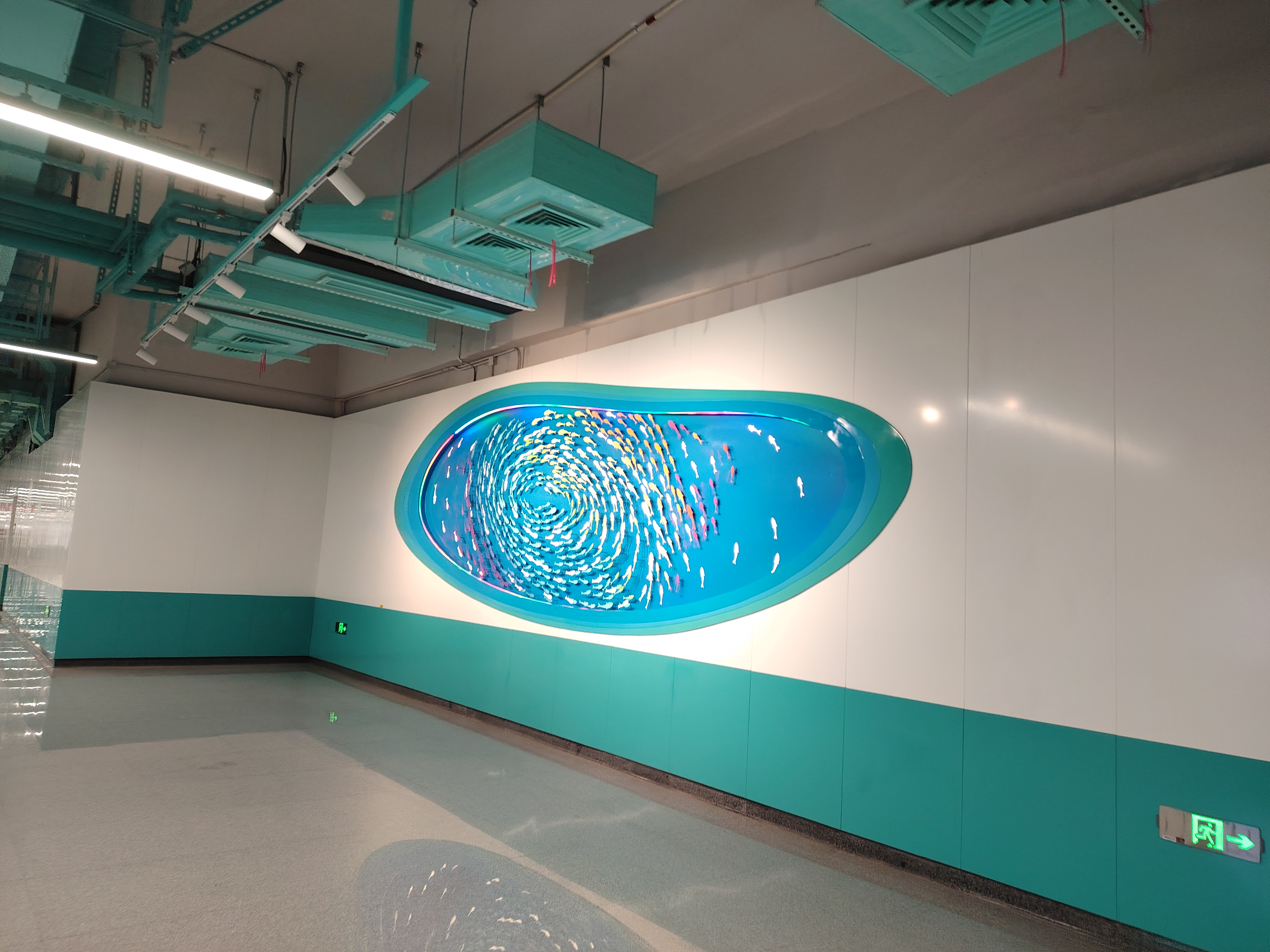
艺术墙

### 樓層
| 地面              | -                                                                                                   | 出入口                                                                                              |
| 地下一层          | 站厅                                                                                                | 售票机、客服中心                                                                                    |
| 地下三层          | \| \| \| 2號線往赤湾（盐田路） \| \| 島式 · 開左邊车门 \| \| \| \| \| \| 8號線往小梅沙（盐田墟） \| | \| \| \| 2號線往赤湾（盐田路） \| \| 島式 · 開左邊车门 \| \| \| \| \| \| 8號線往小梅沙（盐田墟） \| |
|                   | | 2號線往赤湾（盐田路）                                                                               |
| 島式 · 開左邊车门 | | |
|                   | | 8號線往小梅沙（盐田墟）                                                                             |

### 出入口
| 出口编号                  | 照片 | 建议前往的目的地                                         |
| ------------------------- | ---- | -------------------------------------------------------- |
| 出口 · A · 1              |      | 北山道，北山工业区                                       |
| 出口 · A · 2              |      | 北山道，洪安二街，庚子首义中山纪念学校，盐田公安消防大队 |
| 出口 · B · 1 · 升降机标志 |      | 北山道，洪安路，倚山时代，华侨新村                       |
| 出口 · B · 2              |      | 北山道，鸿安围村                                         |
| 出口 · C · 升降机标志     |      | 北山道，北山工业区，汉邦大楼                             |
| 註： 設有                 |      |                                                          |

## 历史
- 2020年8月15日，本站开始基坑开挖施工，标志着车站正式进入主体施工阶段[2]。
- 2020年12月30日，本站主体结构封顶[3]。
- 2023年6月8日，本站由工程名“北山道站”更名为正式站名“鸿安围站”[4]。